# Tribute To Uncle Ray
Tribute To Uncle Ray es el segundo álbum publicado por Stevie Wonder en su fase de Little Stevie Wonder, en 1962.
El álbum fue un tributo al mentor de Wonder, Ray Charles. El álbum ha sido tradicionalmente seguido por otros álbumes de homenaje a Nat Cole y Sam Cooke de Marvin Gaye y The Supremes, respectivamente.

## Lista de canciones
Todas las canciones escritas y compuestas por Ray Charles, excepto las indicadas. 
| N.º   | Título                           | Escritor(es)                | Duración |  |
| 1.    | «Hallelujah I Love Her So»       |                             | 2:33     |  |
| 2.    | «Ain't That Love»                |                             | 2:45     |  |
| 3.    | «Don't You Know»                 |                             | 3:05     |  |
| 4.    | «The Masquerade»                 | Herb Magidson Rubel         | 4:20     |  |
| 5.    | «Frankie & Johnny» (Tradicional) |                             | 2:54     |  |
| 6.    | «Drown In My Own Tears»          |                             | 4:02     |  |
| 7.    | «Come Back Baby»                 |                             | 2:51     |  |
| 8.    | «Mary Ann»                       |                             | 3:02     |  |
| 9.    | «Sunset»                         | Stevie Wonder Clarence Paul | 3:32     |  |
| 10.   | «My Baby's Gone»                 | Berry Gordy, Jr.            | 2:31     |  |
| 31:35 |                                  |                             |          |  |